# Corps-Nuds
Corps-Nuds (en bretó  Kornuz, en gal·ló Cornut) és un municipi francès, situat a la regió de Bretanya, al departament d'Ille i Vilaine. L'any 2006 tenia 2.865 habitants.

## Demografia
| 1962                                       | 1968  | 1975  | 1982  | 1990  | 1999  |
| ------------------------------------------ | ----- | ----- | ----- | ----- | ----- |
| 1.406                                      | 1.409 | 1.515 | 1.692 | 2.154 | 2.458 |
| Des de 1962: població sense dobles comptes |       |       |       |       |       |

## Administració
| Període   | Identitat            | Partit       |
| --------- | -------------------- | ------------ |
| 1989-2006 | Juliette Soulabaille | PS           |
| 2006-2008 | Philippe Dufeu       | PS           |
| 2008-     | Alain Prigent        | Divers doite |